# Chieti
Chieti är en stad och huvudort i provinsen Chieti i regionen Abruzzo i Italien. Staden ligger 200 kilometer nordost om Rom. Chieti gränsar till kommunerna Bucchianico, Casalincontrada, Cepagatti, Francavilla al Mare, Manoppello, Pescara, Ripa Teatina, Rosciano, San Giovanni Teatino och Torrevecchia Teatina.
Under antiken kallades staden Teate Marrucinorum och var marrucinernas huvudstad.

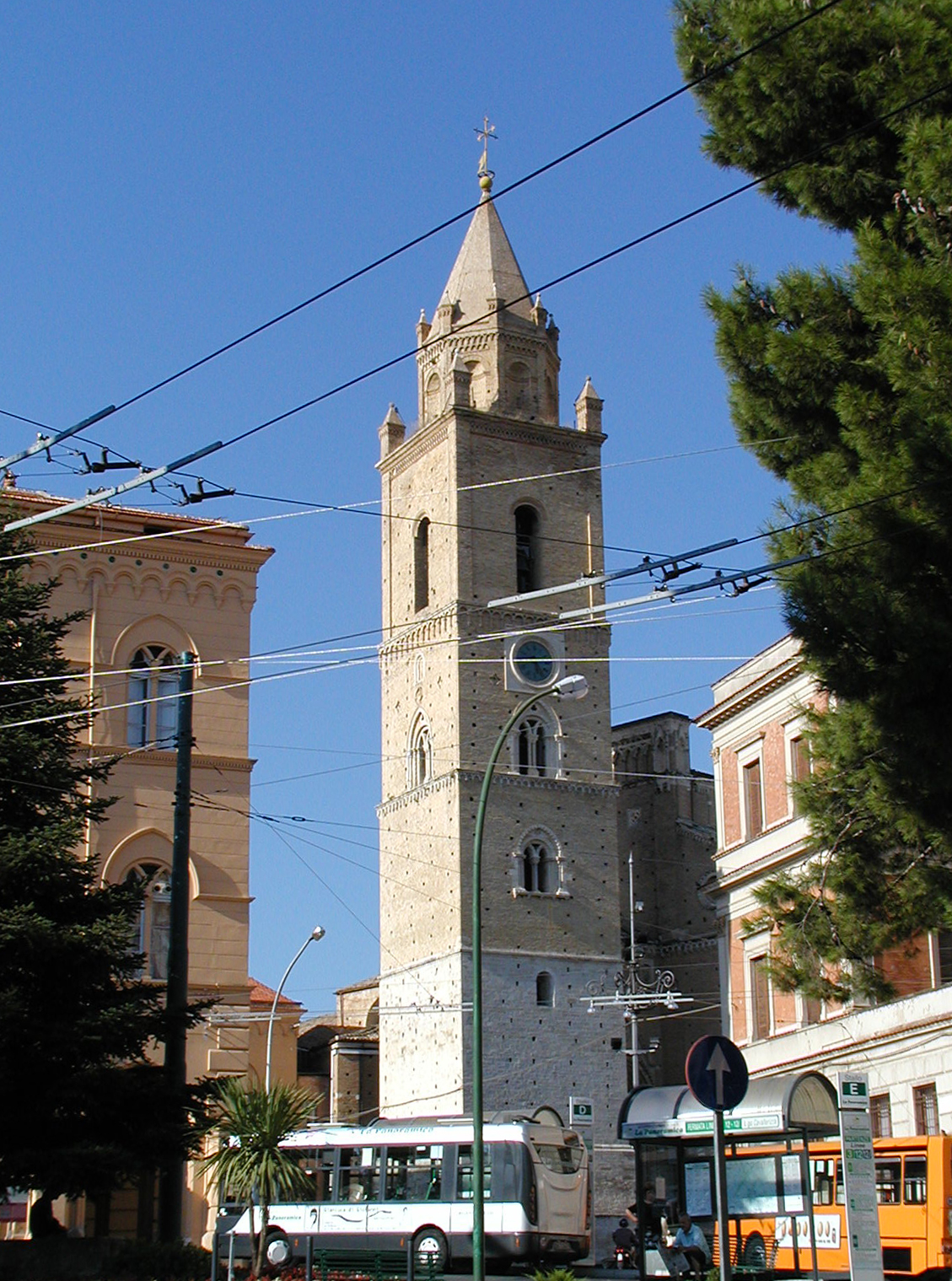